# Stefka Yordanova
Stefka Yordanova (Bulgaria, 9 de enero de 1947-16 de enero de 2011) fue una atleta búlgara especializada en la prueba de 800 m, en la que consiguió ser campeona europea en pista cubierta en 1973.

## Carrera deportiva
En el Campeonato Europeo de Atletismo en Pista Cubierta de 1973 ganó la medalla de oro en los 800 metros, con un tiempo de 2:02.65 segundos, por delante de la alemana Elfi Rost y la polaca Elżbieta Skowrońska (bronce con 2:02.90 segundos).